# Вулиця Городоцька
Вулиця Городо́цька — вулиця у Залізничному, Франківському та Галицькому районах Львова. Початок бере в центрі міста, поблизу Львівської опери та прямує через місцевості Богданівка та Сигнівка і закінчується авторозв'язкою на окружній дорозі. Вулиця Городоцька є найдовшою магістральною вулицею Львова, її протяжність понад 8,5 км.

## Назва
Початкова ділянка вулиці від сучасної площі Торгової до розвилки з вулицею Шевченка від кінця XVI століття мала назву Святої Анни, бо закінчувалася однойменним костелом, у XIX столітті — Святої Анни в II дільниці. Від 1871 року називалася Казимирівською — на честь польського короля Казимира III Великого, який у 1340-х роках розпочав захоплення галицьких земель і приєднання їх до Королівства Польщі. Від 1933 року ця назва змінилася на Казимира Великого, за радянських часів, у 1944—1964-х роках, вулиця мала спочатку довоєнну назву, а від грудня 1944 року була перейменована на честь військового діяча радянської Росії Василя Чапаєва.
Ділянка вулиці від розвилки з вулицею Шевченка до вулиці Залізничної, яка ще до кінця XVIII століття називалася Краківською дорогою, оскільки вже декілька століть дорога прямує до Городка Яґелонського і далі через Перемишль до Кракова, а від 1786 року Грудецькою, вже на честь міста Городок. 1938 року вулиця перейменована на честь бригадного генерала Війська Польського Міхала Тадеуша Токажевського-Карашевича. Під час німецької окупації Львова цю ділянку перейменовано на вулицю Віденську.
Ділянка вулиці від вулиці Залізничної до повороту на вулицю Боберського, яка ще до кінця XVIII століття називалася Краківською дорогою, потім Ґрудецькою.
Ділянка вулиці від повороту на вулицю Боберського до межі міста до середини XIX століття називалася Городоцькою дорогою за «рогаткою», оскільки починалася від Городоцької рогатки та прямувала за місто, до тогочасного передміського села Богданівка. Від 1871 року ця ділянка стала називатися Богданівка, а від 1933 року — Ґрудецькою.
У липні 1944 року три ділянки сучасної вулиці починаючи від вулиці Шевченка й до меж міста об'єднані в одну вулицю Городецьку, а 1964 року до вул. Городецької приєднано вул. Чапаєва та й перейменовано на вулицю 1 Травня. Від 1990 року вулиця знов стала називатися Городоцькою.

## Забудова
В архітектурному ансамблі вулиці Городоцької присутні стилі — історизм, сецесія, конструктивізм 1930—1990-х років, а також багатоповерхова 2000-2020-х років. Декілька будинків внесені до реєстру пам'яток архітектури місцевого значення.

### №1—50

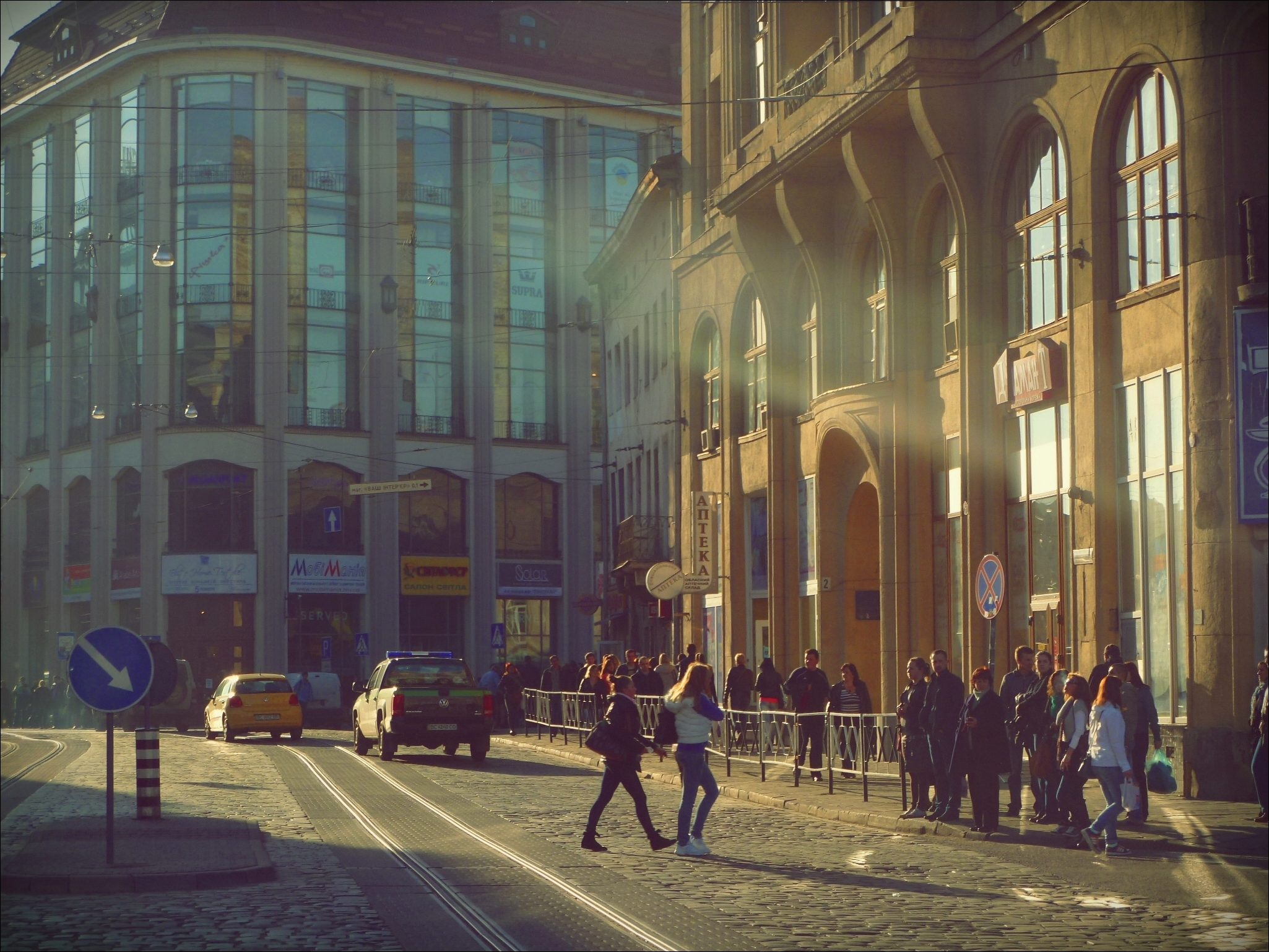
Початок вулиці Городоцької

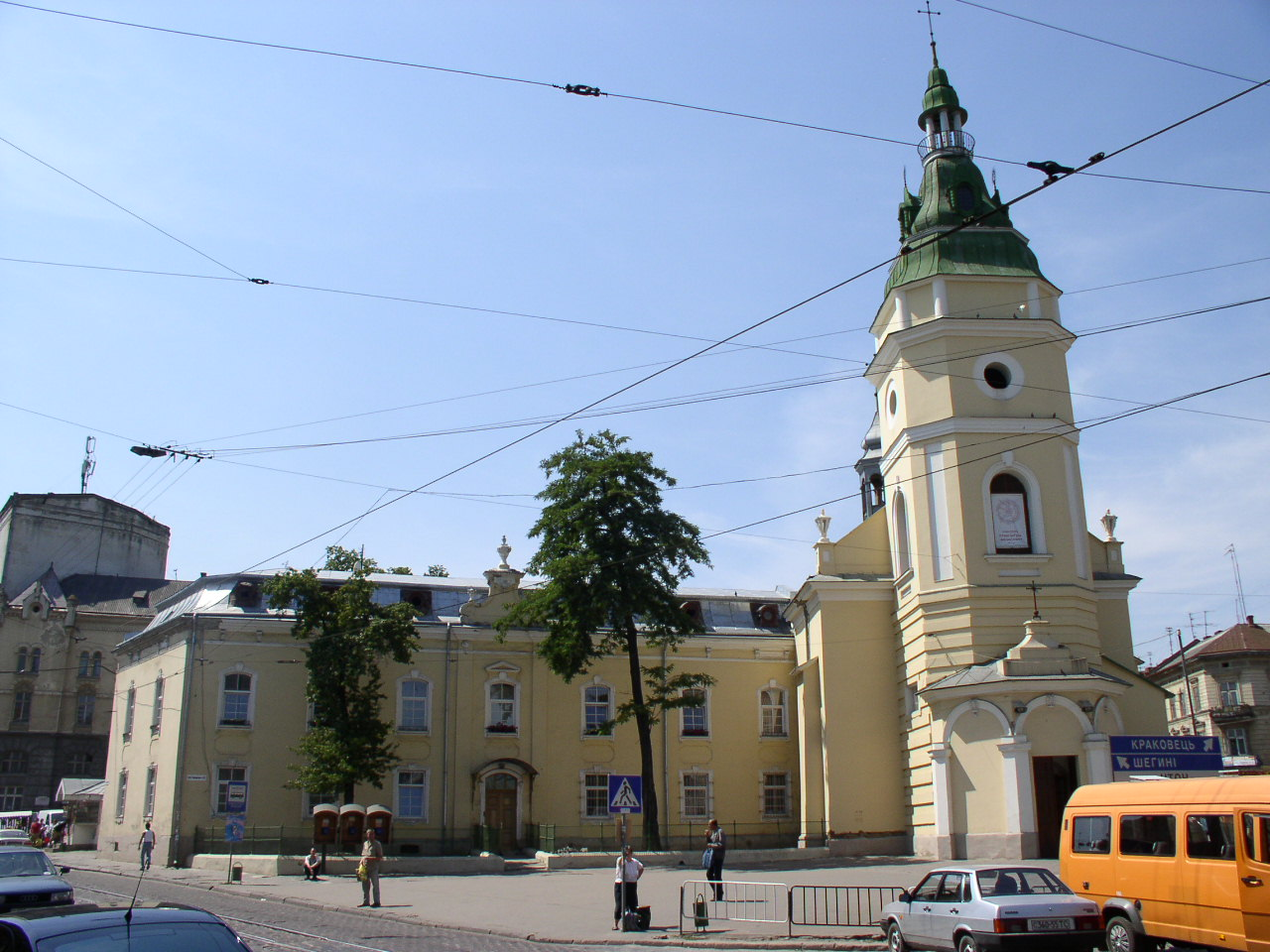
Церква Святої Анни

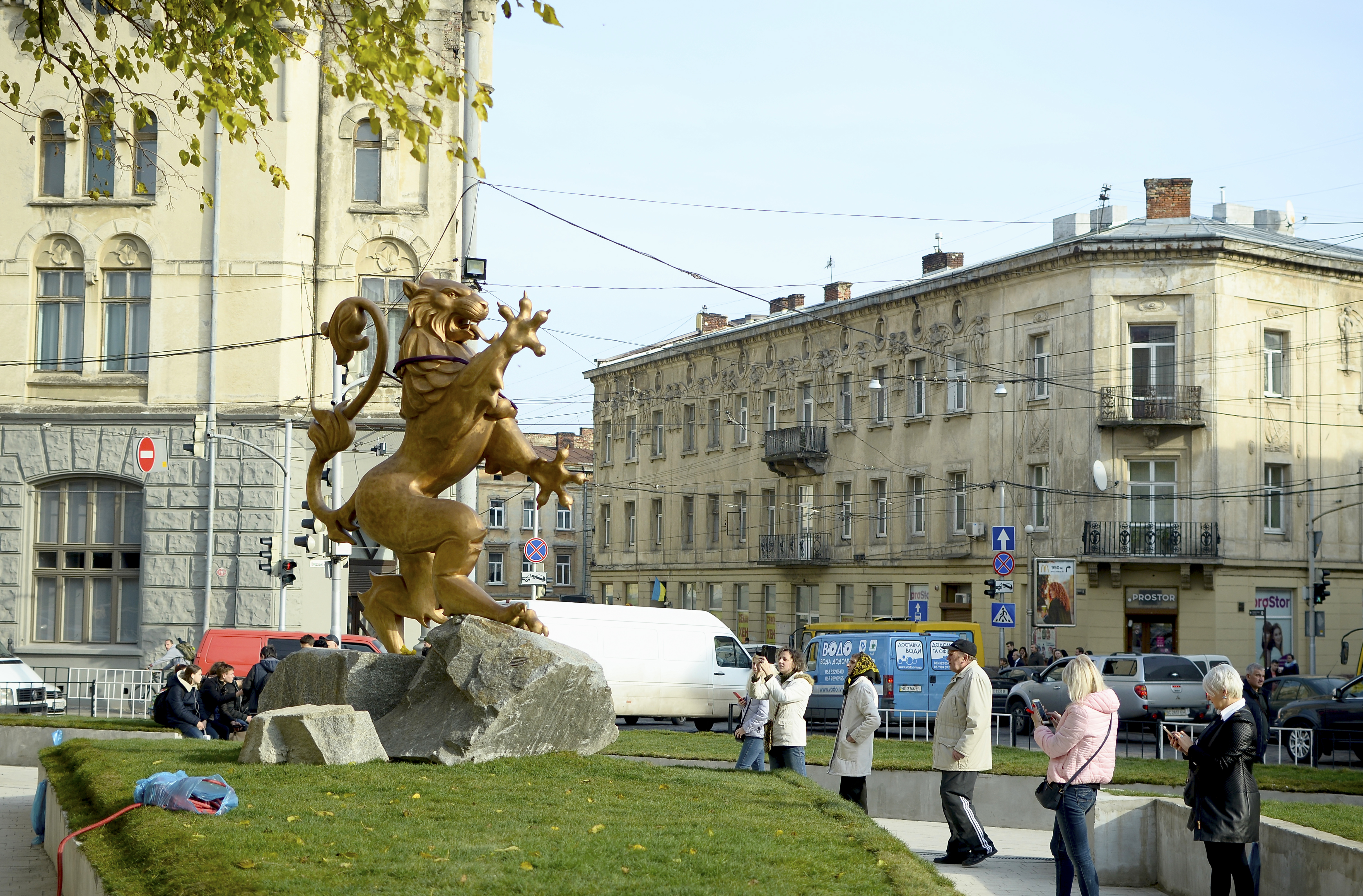
Вулиця Городоцька. На передньому плані пам'ятник Героям Листопадового чину встановлений з нагоди 100-ліття листопадового повстання 1918 року

Пам'ятна таблиця Богдану-Ігореві Антоничу на вулиці Городоцькій, 50

№ 1 — триповерхова кам'яниця (інша адреса — проспект Свободи, 49). У міжвоєнний період в будинку містилася фабрика парасоль Вальдмана, у 1950—1960 роках тут працювала перукарня, нині тут розташовані кафе-бар «Горлиця», магазин білизни «Домар» та бар «Версаль».
№ 2 — п'ятиповерховий будинок (колишні адреси — вул. Казимира Великого, 4; вул. Чапаєва, 4), в якому в міжвоєнний період містився товарний склад, від радянських часів тут міститься обласне аптечне управління та аптечний склад, а також був магазин «Здоров'я», а згодом — аптека. Нині тут міститься ювелірний салон «Золотий вік», аптека «Розмарин-фарм», а також магазин «Оптика № 2». Будинок внесений до реєстру пам'яток архітектури місцевого значення під охоронним № 1378-м.
№ 3 — триповерховий житловий будинок, власницею якого у міжвоєнний період була Туба Вестлер, а на першому поверсі будинку містилися магазини біжутерії Кінстора, тканин М. Л.Каліша та суконних товарів Герстенфельда. У 1950-х років магазин товарів художньої вишивки, згодом крамниця «Філателія», нині тут крамниця жіночого одягу та магазин ювелірних виробів «Агат». На другому поверсі будинку міститься весільний салон «Діва».
№ 4 — триповерховий житловий будинок (колишні адреси — вул. Казимира Великого, 6, 8; вул. Чапаєва, 6, 8). У міжвоєнний період тут працювали 1-ша фабрика парасоль, магазин музичних інструментів «Ліра» Ліпшютца та магазин грамофонів Балабана і Гехта. Наприкінці 1980-х років на першому поверсі будинку відкрили перше у Львові кооперативне кафе-бар «Хлібосол», яке мало тоді надзвичайну популярність серед львів'ян, нині це приміщення стоїть пусткою. В іншому приміщенні першого поверху будинку міститься приватна продуктова крамниця.
№ 5 — триповерховий житловий будинок з мансардою (колишні адреси — вул. Казимира Великого, 5; вул. Чапаєва, 5). У тій частині будинку, що виходила на вул. Фурманську (Фірманську), 6 з першої половини XIX століття діяла синагога «Сподкес» для майстрів з виготовлення сподиків та штраймелів (хутряних хасидських головних уборів). В будинку працював цех з виготовлення та крамниця з продажу цих головних уборів. У міжвоєнний період на першому поверсі будинку містилися також годинникарська майстерня Аустрайхера і торгівля сукном Соломона Львова, у 1950—1960-х роках — чайна, нині — кафе-бар «Вілія» та магазин тканин «Сновянка», який працює ще від радянських часів. На другому поверсі будинку міститься туристична фірма «Горгани».
№ 7 — триповерховий житловий будинок (колишні адреси — вул. Казимира Великого, 7; вул. Чапаєва, 7). У міжвоєнний період тут працювала цукерня Заморського та перукарня Дюкера. тут ще від радянських часів працює магазин «Дорожні речі», а 1991 року з'явилася також крамниця відео/аудіо, нині у цьому приміщення міститься магазин сумок «Стиль» та компанія з виробництва зовнішньої реклами «Неон», яка у 2010-х роках змінила свою назву на ПП «Зовнішня реклама» (вхід через браму будинку).
№ 8 — чотириповерхова торговельно-офісна будівля (колишні адреси — вул. Казимира Великого, 12; вул. Чапаєва, 12). У міжвоєнний період тут працювали магазин тканин Цєхановського, склад і продаж скла й порцяляни Апфельбаума та Бекеша, магазин колоніальних товарів Kaf-Tea, за радянських часів тут містилися ремонт годинників та клуб добровільного протипожежного товариства, тепер тут салон одягу «House», страхова компанія «Alico AIG-Life», агенція нерухомості «Квартал-А».
№ 9 — триповерховий житловий будинок (колишні адреси — вул. Казимира Великого, 9; вул. Чапаєва, 9). У міжвоєнний період в будинку містилася фабрика меблів «Капезет» та магазин капелюхів і шапок Вальдмана, наприкінці 1940-х років — меблевий магазин артілі львівського облліспромсоюзу, у 1950—1960-х роках — майстерня артілі «Побутобслуговування», нині — магазин «Взуття» і туристична фірма «Ферос».
№ 10 — одноповерхове приміщенні, збудоване на початку 1970-х років, де тривалий час містився магазин «Сантехніка», нині там містяться магазин одягу «Мюнхен» та крамниця спорттоварів «Планета спорт». У міжвоєнний період цю адресу мав магазин Крішера.
№ 11 — триповерховий житловий будинок (колишні адреси — вул. Казимира Великого, 11; вул. Чапаєва, 11). На першому поверсі будинку у міжвоєнний період працювала аптека Едварда Берласа, за радянських часів — магазин «Побутові товари», пізніше кафе «Бістро», нині — магазин канцтоварів «Галицький писар» та аптека № 17 мережі «ОптТорг».
№ 12 — триповерховий житловий будинок (колишні адреси — вул. Казимира Великого, 16; вул. Чапаєва, 16), збудований наприкінці XIX століття як чиншова кам'яниця Хаї Раппапорт. У подвір'ї будинку до початку першої світової війни діяла приватна синагога рабина Гірша Орнштайна. Наприкінці 1940-х років — артіль імені Молотова львівського облтекстильшвейшкірпромсоюзу, від 1950-х років були клуб пожежників, магазини «Посуд», «Одяг», салон з виготовлення дверей, від радянських часів тут залишилися лише магазин «Взуття» та майстерня з ремонту швейних машин, а на місці інших нині знаходяться: кредитна установа «Кредит-маркет», магазини швейної фурнітури та брендового одягу «Viapi persona».
№ 13 — триповерховий житловий будинок (колишні адреси — вул. Казимира Великого, 13; вул. Чапаєва, 13). В будинку у міжвоєнний період працював магазин швейних машин і грамофонів «Сирена», від радянських часів й донині тут міститься магазин «Електропобутові товари».
№ 14 — шестиповерхова адміністративно-житлова будівля (колишні адреси — вул. Казимира Великого, 18; вул. Чапаєва, 18). В будинку у міжвоєнний період містився фабричний склад текстилю компанії Адольфа Горака. У 1950-х роках на першому поверсі будинку розташовувався закупівельний пункт, нині — салон-перукарня «Фігаро». Будинок внесений до реєстру пам'яток архітектури місцевого значення під охоронним № 2082-м.
№ 15 — п'ятиповерховий будинок (колишні адреси — вул. Казимира Великого, 15; вул. Чапаєва, 15) збудований 1914 року на замовлення Львівського оперного театру за проєктом, розробленим в бюро Адольфа Піллера, ймовірно архітектором Тадеушем Гартлем. За польських часів працював готель Фріда «Асторія», а також цю адресу мала суконна фабрика «Ґесс, Піш і Стриговський». Від радянських часів — готель «Київ», за часів УРСР тут також був Клуб творчої молоді, відомий серед львів'ян як «Комсомольський андеграунд», і ательє мод 1-го розряду «Силует», наприкінці 2000-х років у цій будівлі, крім готелю, працювало ательє з ремонту взуття та майстерня з виготовлення ключів. У 2013 році колишній готель «Київ» після тривалого ремонту відчинив свої двері, але вже під своєю історичною назвою «Асторія». Будинок внесений до реєстру пам'яток архітектури місцевого значення під охоронним № 1379-м.
№ 16 — п'ятиповерхова адміністративно-житлова будівля (колишні адреси — вул. Казимира Великого, 20, 22; вул. Чапаєва, 20, 22). На мансарді будинку (вул. Казимира Великого, 22) на початку XX століття була облаштована приватна синагога Буберів. Також у міжвоєнний період в будинку містився магазин сукна Кратца і Райсса. У 1950—1960-х роках механічний технікум, у 1960—1980-х роках — магазин готового одягу фірми «Маяк», нині — магазин побутової техніки «Фокстрот», магазин кухонних меблів «Рода», кафе-бар «Оксамит», прокуратура та Державне казначейство Шевченківського району м. Львова. Будинок внесений до реєстру пам'яток архітектури місцевого значення під охоронним № 1380-м.
№ 20 — триповерхова будівля колишнього монастиря сестер ордену Святої Бригіди (колишні адреси — вул. Казимира Великого, 24; вул. Чапаєва, 24), збудованого 1614 року. Під час касаційних реформ австрійського уряду кінця XVII століття, а саме 1784 року монастир було закрито, а 1786 року — переобладнано під в'язницю, яка отримала назву «Бригідки». За Польщі тут містилося карно-слідче управління поліції, а в'язниця використовувалася переважно для утримання політичних в'язнів. Від 1946 року установа функціонує як місце попереднього ув'язнення, підпорядковане МВС СРСР. 1998 року, у зв'язку із створенням Державного департаменту України з питань виконання покарань установу передано у підпорядкування цього відомства. У грудні 1999 року установу перейменовано у Львівський слідчий ізолятор. Від 2010 року — Львівська установа виконання покарань № 19 Управління Державної пенітенціарної служби України у Львівській області. У 2018—2020 роках планувалося перенесення слідчого ізолятора за межі історичного центру міста, спочатку у промзону «Сигнівка» на вул. Збиральну, а наприкінці липня 2018 року винесено остаточне рішення, а саме, будівля нового ізолятора буде споруджена на території Личаківської виправної колонії № 30, що на вул. Шевченка, 156. Новий ізолятор зможе вмістити 850 осіб.
№ 21 — триповерховий житловий будинок (колишні адреси — вул. Казимира Великого, 21; вул. Чапаєва, 21). В будинку у міжвоєнний період містилася друкарня Мадфуса та магазин біжутерія Гальперна, за радянських часів — магазин головних уборів, нині — магазин «Вишиванка» та взуттєвий магазин.
№ 22 — чотириповерховий житловий будинок (колишні адреси — вул. Казимира Великого, 26; вул. Чапаєва, 26) на розі з вулицею Шолом Алейхема. Перший поверх житлового будинку у міжвоєнний період ділили магазин тканин Фінкельштейна та склад заліза Франкля, у радянські часи — кафе-бар, нині — відділення банку, майстерня з ремонту мобільних телефонів.
№ 23 — комплекс будинків (колишня адреса — вул. Казимира Великого, 23), що у міжвоєнний період належав Станіславу Горшовському і на той час в одному з будинків працював продаж швейних машин Гроскопфа. Наприкінці 1940-х років тут (колишня адреса — вул. Чапаєва, 23) засновано артіль «Кооптруд». Нині за цією адресою «прописані» ПрАТ «Ремонтно-будівельне управління „Галич“», підприємство «Аріадна» (виробництво робочого, форменного, медичного та корпоративного одягу), сервісний центр «ДІ-сервіс».
№ 24 — триповерхова будівля (колишні адреси — вул. Казимира Великого, 28; вул. Чапаєва, 28; інша адреса — вулиця Шолом-Алейхема, 1). За цією адресою нині містяться юридична контора та магазин спортивного одягу «Geox».
№ 25 — двоповерхова будівля (колишні адреси — вул. Казимира Великого, 25, 27; вул. Чапаєва, 25, 27). У міжвоєнний період власниками будинку були Мехель та Роза Солди. Тоді на першому поверсі будинку містився продаж рільничих машин «Аграрія» Камінського, перукарня Розенберга, ательє дамських капелюхів Нойвельта та магазин чоловічого готового одягу Барта і Штайна, за радянських часів — магазин дитячого взуття «Оленка», а з середини 1990-х років тут працював салон мобільного зв'язку «Київстар». Нині частина будинку стоїть пусткою, а в іншій містяться магазини «Дрогобицькі ковбаси» та «Взуття».
№ 26 — триповерхова будівля (колишні адреси — вул. Казимира Великого, 30; вул. Чапаєва, 30) зведена 1903 року за проєктом Артура Шлеєна. У будівлі за австрійських та польських часів містилися міські казарми поліції та відділок міської поліції, а також Гродський заміський суд, від листопада 1939 року тут почала функціонувати Львівська школа робітничо-селянської міліції, нині — Львівський державний університет внутрішніх справ. У 1990-х роках на місці зруйнованої під час другої світової війни частини будівлі, де від радянських часів розташовувалося одноповерхове приміщення прохідної навчального закладу, збудована чотириповерхова будівля. На фасаді Львівського державного університету внутрішніх справ встановлять пам'ятну таблицю випускнику юридичного факультету цього вишу, учаснику російсько-української війни, Герою України Тарасові Бобаничу «Хаммеру». Відповідне рішення 22 лютого 2023 року затвердив виконавчий комітет Львівської міської ради.
№ 27 — триповерхова будівля (колишні адреси — вул. Казимира Великого, 29; вул. Чапаєва, 29). У міжвоєнний період власниками будинку були Шимон та Хелга Солди. За радянських часів перший поверх житлового будинку займали магазин «Тканини», крамниця чоловічого взуття, магазин «Шкіряна галантерея» та відділення «Ощадбанку». У 2000-х роках тут містилися крамниця побутової техніки «Нью Вінд», магазин аудіо-, відеотехніки «Сінема», ювелірний магазин-салон «Діадема», взуттєві магазини «Монарх» та «Мілано», а приватна нотаріальна контора. Нині приміщення «Монарха» займає ювелірний магазин-салон «Адамас».
№ 28 — триповерхова будівля (колишні адреси — вул. Казимира Великого, 32, 34; вул. Чапаєва, 32, 34). У міжвоєнний період власниками будинку були Мехель та Роза Солди. Тоді на першому поверсі будинку працював меблевий магазин Штайля, в повоєнні часи цю саму адресу мав ремонт годинників, радіоапаратури, галантереї, іграшок, велосипедів, дитячих візочків і панчіх «Капрон», нині цієї адреси не існує. Нині будівля належить Львівському державному університету внутрішніх справ.
З непарного боку на розі вулиць Городоцької та Менцінського розташований триповерховий наріжний будинок (колишня адреса — вул. Казимира Великого, 31; вул. Чапаєва, 31, нинішня — вул. Менцінського, 12), власниками якого у міжвоєнний період були Шимон та Клара Гай. На першому поверсі будинку від початку XIX століття діяла одна з найстаріших львівських аптек «Під золотим левом», заснована у XVIII столітті львівським вірменином Яном Якубом Мурадовичем. У міжвоєнний період власником аптеки «Під золотим левом» був Шимон Гай. Історичну назву аптеки відновили за української незалежності, але наприкінці 2010-х років у приміщенні вже колишньої аптеки відкрилася піцерія-бістро «Містечко».
№ 31 — чотириповерховий житловий будинок (колишні адреси — вул. Казимира Великого, 33; вул. Чапаєва, 33) на розі з вулицею Менцинського, збудований у 1881 році за проєктом Емануеля Галля. Раніше на цьому місці стояла православна церква Благовіщення, яку 1802 року було розібрано. На межі XIX і XX століть на першому поверсі будинку діяла кав'ярня Г. Зальцберга «Pod Capkiem» — традиційне місце зустрічей акторів міського театру, зокрема Людвіка Сольського, Тадеуша Павліковського, Кароля Адвентовича. У міжвоєнний період власницею будинку була Сара Емрух. За радянських часів містився магазин радіоелектротоварів, нині тут крамниця модного одягу «Парк Авеню» та продуктова крамниця (до 1990-х років — хлібний магазин).
№ 32 — колишній костел святої Анни (колишні адреси — вул. Грудецка, 2, вул. Городецька, 32), збудований 1673 року, реконструйований у XVIII—XIX століттях; купол вежі надбудовано у 1927 році (архітектор Броніслав Віктор). Фіґуру святого Яна Непомуцького, встановлену перед костелом 1910 року, знищила радянська влада. Від повоєнних років у храмі влаштували міські залізничні каси, й це місце ще до початку XXI століття називали «біля міських кас», від 1960-х років тут містився меблевий магазин № 6, також цю адресу за радянських часів мала міська довідка. 1992 року храм передано Українській греко-католицькій церкві. 1997 року відбулася реставрація святині. За радянських часів на фасаді церкви встановлена мармурова таблиця, яка сповіщала, що на цій вулиці 16 квітня 1936 року під час похорону Владислава Козака відбувалися барикадні бої трудящих м. Львова з поліцією. Храм внесений до реєстру пам'яток архітектури місцевого значення під охоронним № 1584-м.
№ 33 — чотириповерховий житловий будинок (колишні адреси — вул. Казимира Великого, 35; вул. Чапаєва, 35). В цьому будинку у міжвоєнний період містилося ательє дамських капелюхів Ротштайна та ювелірний магазин Шорра, в повоєнні часи до 1950-х років тут працював скупний пункт дорогоцінних металів та цінних речей, у 1960—1980-х роках — магазин взуття та крамниця електро- та культтоварів, у 2000—початку 2010-х років тут було відділення ПроКредит Банку та салон з виробництва вікон та дверей «Партнер». Нині тут відділення «банку „Михайлівський“» та магазин жіночого одягу та аксесуарів «OLKO».
№ 35 — триповерховий житловий будинок (колишні адреси — вул. Казимира Великого, 37; вул. Чапаєва, 37). У будинку за Польщі містився магазин чоловічого одягу Перльберґера, ювелірна крамниця Каца, книгарня Маргулеса та магазин дзеркал Маркуса. У подвір'ї будинку від 1914 року й до початку німецької окупації діяла синагога «Клойз Комарно». За радянських часів тут працював подарунковий магазин «Український сувенір», у 1995—2013 роках — продуктова крамниця «Фазан» та салон мобільного зв'язку. Нині тут містяться магазин косметики та побутової хімії національної мережі «КОСМО» та взуттєва крамниця.
№ 36 — будівля колишнього Католицького дому (колишні адреси — вул. Грудецка, 2а, вул. Городецька, 6), зведена у 1909—1910 роках за проєктом архітектора Адама Опольського архітектурно-будівельним бюро Ігнатія Кендзерського та Опольського. Великий зал Католицького дому орендував кінотеатр, котрий у різні часи мав різні назви: «Ілюзіон» (1911), «Стелла-Маре» (1911), «Геліос» (1911—1912), «Перлина» (1912—1916), «Народний кінотеатр Червоного Хреста» (1916—1918), «Світанок» та кіноклуб «Авангард» (1932—1944). У 1918—1932 роках кінотеатр не працював, тут діяв Малий міський театр. Також тут містився Малий театр комедії та функціонував ресторан Юзефа Косіва. У 1944—1948 роках працював кінотеатр «Москва», потім працював Львівський театр музичної комедії. 1954 року його перевели до Одеси, натомість сюди з Одеси переїхав Російський драматичний театр, заснований 1931 року. Згодом його реорганізували в театр Прикарпатського військового округу, потім це був театр Західного оперативного командування, нещодавно його передали у власність міста, і згодом він розпочав свою діяльність як Львівський академічний драматичний театр імені Лесі Українки. Цю саму адресу за радянських часів мала майстерня роздрібного об'єднання «Промтовари». На початку XXI століття тут також розмістили нічний клуб «Труба», весільний та косметичний салони. Будівля театру внесена до реєстру пам'яток архітектури місцевого значення під охоронним № 1381-м.
№ 37 — триповерховий житловий будинок (колишні адреси — вул. Казимира Великого, 39; вул. Чапаєва, 39). На першому поверсі будинку у міжвоєнний період працював магазин кухонних товарів Лємана, від 1950-х років — фотосалон республіканського тресту «Укрфото», нині — цифрова лабораторія та фотостудія «Кодак» та продуктова крамниця.
№ 38 — будівля колишньої польської приватної гімназії імені Юліуша Словацького, що містилася тут у міжвоєнний період. У повоєнні роки тут була залізнична середня школа № 2, пізніше — спеціалізована середня школа № 56 із поглибленим вивченням англійської мови. За часів української незалежності тут розмістили ще й Галицький правничий ліцей. У 2003 році школу реорганізовано у Львівську українську гуманітарну гімназію імені Олени Степанів з поглибленим вивченням українознавства та англійської мови, що розташована на вул. Олени Степанівни, 13. Будівля школи внесена до реєстру пам'яток архітектури місцевого значення під охоронним № 1382-м. Цю ж адресу має салон-ательє «Білий Стиль».
№ 39 — триповерховий житловий будинок (колишні адреси — вул. Казимира Великого, 41; вул. Чапаєва, 41) на розі з вулицею Богдана Лепкого. У 1950-х років на першому поверсі містилася артіль імені Паризької комуни, у 1960—1980-х роках — комісійний магазин, нині — магазин взуття «Астрея» та ювелірна крамниця «Діамантик».
№ 40 — комплекс колишніх артилерійських казарм імені ерцгерцога Фердинанда (колишня адреса — вул. Грудецка, 4/8), споруджені у 1839—1841 роках для потреб австрійського війська, а від 1845 року тут розташовувався 30-й полк піхоти. Після того, як полк перевели до новозведених укріплень на Цитаделі, то казарми були віддані артилеристам. Від 1840 році у прилеглому до казарм будинку містилася кадетська школа, яку 1882 року було закрито. Окрім головної будівлі та кадетської школи, до складу комплексу казарм входили численні допоміжні споруди — продовольчі склади, склад амуніції. Також поруч розташована споруда, що була збудована 1879 року для депо кінного трамваю, але пізніше використовувався лише як військовий манеж, відомий як манеж Віндішгреца. Напередодні першої світової війни в казармах був розташований 11-й полк польових гаубиць генерал-майора барона Йозефа фон Смола. За часів Польщі їх назвали казармами Юзефа Бема й в них розташовувався 5-й полк легкої артилерії. Від радянських часів тут міститься військова служба правопорядку (нині — Західне територіальне управління військової служби правопорядку у збройних силах України. На території давніх казарм найближчими роками заплановано розпочати роботи з переобладнання комплексу під гарнізонну гауптвахту.
24 жовтня 2018 року на розі вулиць Городоцької та Захисників України встановлений, а 1 листопада 2018 року відкритий пам'ятник Героям Листопадового чину (скульптор Володимир Цісарик) на пошану січових стрільців, які під час листопадових подій 1918 року утримували колишні артилерійські казарми імені ерцгерцога Фердинанда.
№ 41 — чотириповерховий житловий будинок (колишні адреси — вул. Казимира Великого, 43; вул. Чапаєва, 43) на розі з вулицею Богдана Лепкого. Нині перший поверх будинку займають відділення «ПриватБанку» та магазин електроніки «iPoint store™».
№ 42 — чотириповерховий житловий будинок (колишня адреса — вул. Городецька, 12), збудований у 1926—1930 роках в стилі модернізованого класицизму, за проєктом архітектора Рудольфа Індруха на замовлення фонду військового квартирування львівського гарнізону. Він призначався для родин офіцерів війська польського. Наприкінці 1940-х років тут працювала артіль «Вільна праця» львівського облтекстильшвейшкірпромсоюзу, нині — магазини: спортивного харчування «Трек Нутрілон», з ремонту і продажу мобільних телефонів «Пако», дешевих товарів «Все від 1 гривні»; студія краси і моди «Діас», львівська філія ПАТ «Універсальна страхова компанія», ТзОВ «Експерттранском», салон цифрової фотографії тощо.
№ 43 — чотириповерховий житловий будинок (колишні адреси — вул. Казимира Великого, 45; вул. Чапаєва, 45). На першому поверсі будинку у 1950-х років містилося кафе, від 1970-х років тут працює фірма побутових послуг із ремонту й виготовлення галантерейних виробів та дзеркальне ательє «Алмаз», а у внутрішньому подвір'ї будинку працює майстерня з ремонту мобільних телефонів.
№ 44 — триповерховий житловий будинок (колишня адреса — вул. Городецька, 10). На першому поверсі будинку містяться офтальмологічна клініка «Центр слуху», магазин «Граніт, мармур», туристична агенція «TUI», а також в будинку функціонують приватна нотаріальна контора та рекламна агенція «Креатив» (вхід через браму будинку).
№ 45 (колишні адреси — вул. Казимирівська, 47/49; вул. Казимира Великого, 47; вул. Чапаєва, 47). На цій ділянці у 1868 році за проєктом архітектора Якуба Цвіллінґа споруджений будинок, власниками якого наприкінці XIX століття були спадкоємці М. Еренпрайса. Будинок був розібраний на початку XX століття, а на його місці у 1906-1907 роках за проєктом архітектора Ігнатія Віняжа у сецесійному стилі на замовлення промисловця Йонаша Шпрехера зведений чотириповерховий житловий будинок. У внутрішньому подвір'ї будинків № 45 та № 47 розташовувалася синагога, яку облаштував Йонаш Шпрехер. 1907 року за проєктом того ж Ігнатія Віняжа був значно оновлений інтер'єр синагоги. До 1939 року будинок та синагога належали Йонашу Шпрехеру. На першому поверсі будинку у 1950—1960-х роках містилася майстерня з ремонту та індпошиву взуття й ремонт швейних машин, згодом — продуктовий магазин, також за часів СРСР тут містилася ювелірна крамниця «Ізумруд», на початку 2010-х років — ювелірна галерея «Луїдор», також тут функціонували гриль-бар «Люкс» та салон «Вікна і двері». Нині перший поверх будинку займають — продуктовий супермаркет ТМ «Близенько» та бістро «Кайрос», а також в будинку функціонують приватна нотаріальна контора та готель економ-класу для подорожуючих «Пан Хостел» (вхід через браму будинку). Будинок внесений до реєстру пам'яток архітектури місцевого значення під охоронним № 766-м.
№ 46 — двоповерховий житловий будинок (інша адреса — вул. Ярослава Мудрого, 2). Нині на першому поверсі будинку розташовані взуттєвий магазин «Lux-Elite», крамниця «Продукти», бістро «Смак-Дог», салон з продажу та ремонту ювелірних виробів «Алмаз».
№ 47 (інша адреса — вул. Огієнка, 20; колишні адреси — вул. Казимирівська, 51; вул. Казимира Великого, 51; вул. Чапаєва, 51). На цій ділянці у 1876 році споруджений будинок, який у кінці XIX — початку XX століття належав родині Раппопорт. В будинку мешкав відомий австрійський поет, лікар та директор львівського єврейського шпиталю Моріц Раппопорт. У 1905-1910 роках тут винаймав невелике помешкання адвокат, член ради єврейської громади, філантроп та голова низки благодійних товариств доктор Вільгельм Гольцер. Будинок був розібраний на початку XX століття, а на його місці у 1906-1907 роках зведений чотириповерховий житловий будинок. У 1920-1930-х роках власниками будинку були Вольф Кауфман, Шайдля Гермелін, до вересня 1939 року — Саломон Біллер. У міжвоєнний період в портері будинку містилися магазин канцелярського приладдя Фріда, фотоательє Файля та магазин з продажу друкарських машинок Svedpol. За радянських часів, до 1950-х років. містився скупний пункт, згодом — ювелірний магазин «Талісман», а також за часів незалежності тут облаштували магазин сантехніки «Металбуд». Нині на першому поверсі будинку містяться магазин товарів для вагітних «Діанора», магазин товарів для школярів, взуттєвий магазин та аптека-медтехніка-оптика «Сальве».
№ 48 — п'ятиповерховий житловий будинок (інша адреса — вул. Ярослава Мудрого, 1) збудований у 1950—1955 роках за проєктом архітекторів Ярослава Назаркевича та Анатолія Консулова, в стилі сталінського ампіру. Перший поверх нині займає відділення «Кредобанку» та приватна нотаріальна контора.
№ 49 — триповерховий житловий будинок (інша адреса — вул. Огієнка, 17; колишні адреси — вул. Городецька, 1, вул. Красіцьких, 17). У міжвоєнний період на першому поверсі будинку працював магазин готового жіночого одягу Люфта. За радянських часів, від 1950-х роках містилися магазини меблів та госптоварів, у 1960—1980-х роках — магазини «Оптика», «Шкіргалантерея» та «Килимові вироби», нині — крамниця «Продукти», а також магазини госптоварів та посуду.
№ 50 — триповерхова кам'яниця (колишня адреса — вул. Городецька, 16) споруджена 1885 року за проєктом львівського архітектора Якуба Кроха. У міжвоєнний період на першому поверсі будинку містилася книгарня Давида Марека Шеєра. На другому поверсі кам'яниці, у 1928—1937 роках мешкав видатний український поет Богдан-Ігор Антонич. 1989 року на фасаді будинку встановлено меморіальну таблицю поетові, авторства архітектора Миколи Посікіри. За радянських часів на першому поверсі будинку містився книжковий магазин, а нині це приміщення стоїть пусткою, а поряд відкрився магазин мережі «Гуртові ціни. Алкоголь».

### №51—100

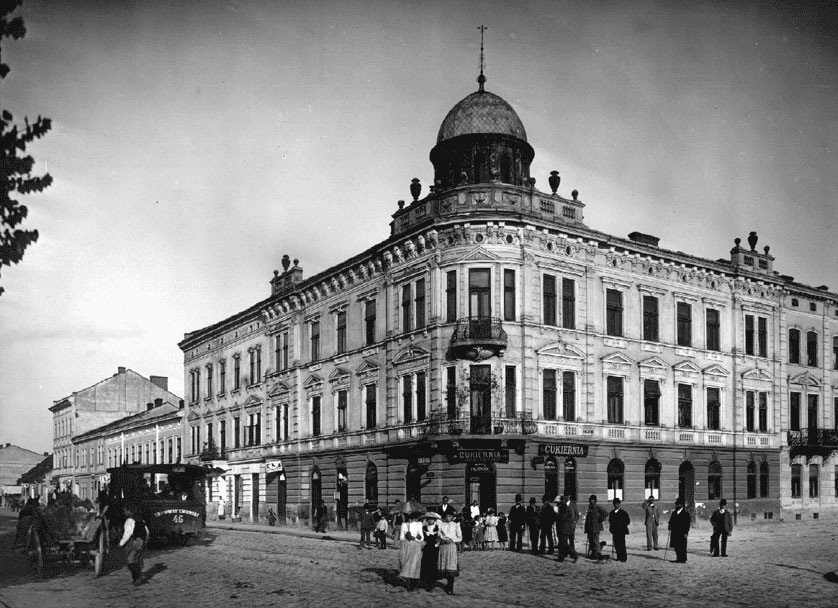
Ріг Городецької та площі Солярні (Городоцька і площа Кропивницького, 1896 рік)

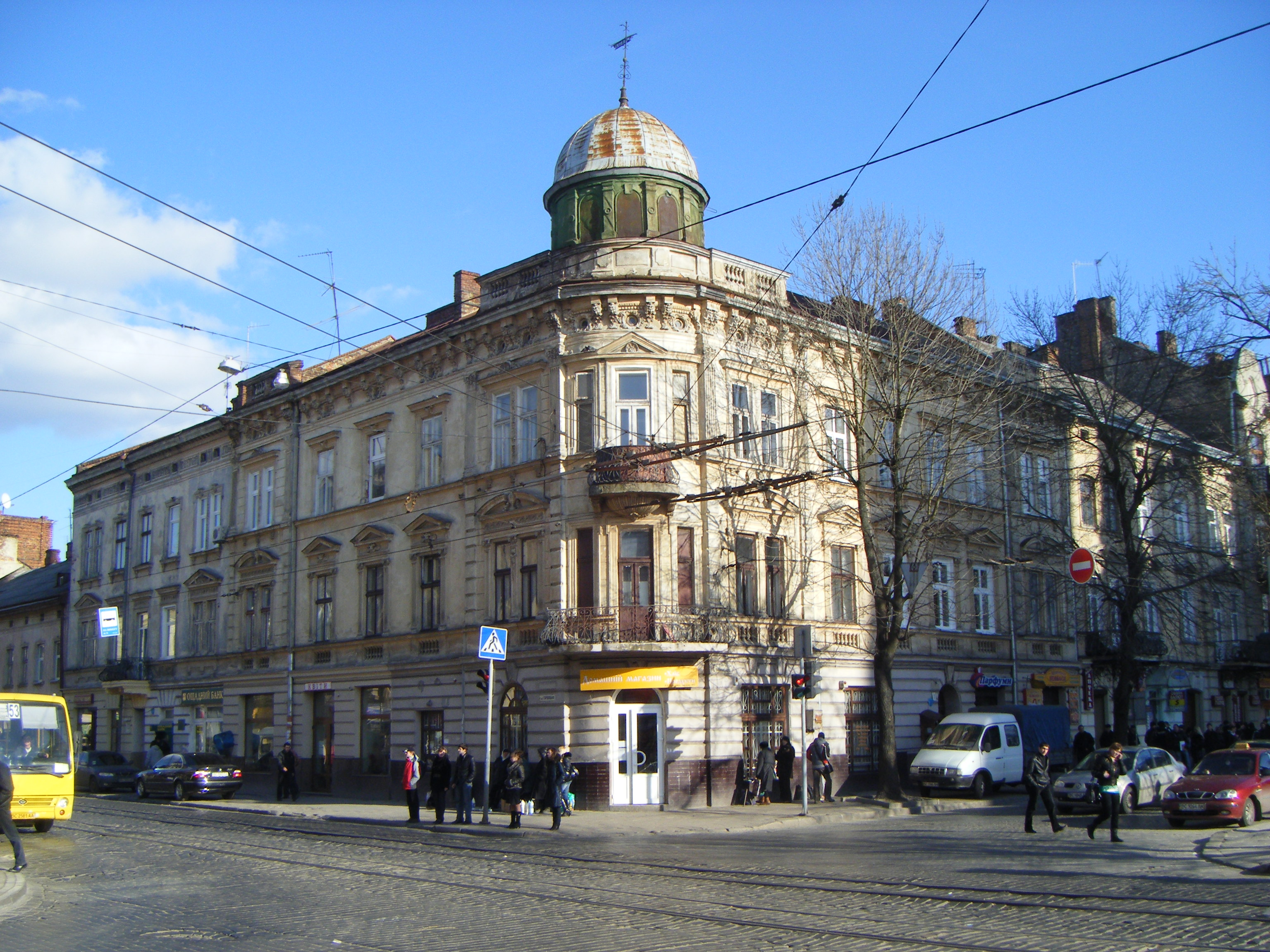
Ріг Городоцької та площі Кропивницького (2010 рік)

№ 51 — триповерховий житловий будинок (колишня адреса — вул. Городецька, 3). У міжвоєнний період власниками будинку були Розалія Фрайова та спілка. Нині на першому поверсі будинку містяться магазини «Тканини», будматеріалів «БудСам» та салон мобільного зв'язку «Мобіманія».
№ 52 — триповерховий житловий будинок (колишня адреса — вул. Городецька, 18). Від радянських часів на першому поверсі працювала спочатку ощадна каса І розряду № 6310/03, пізніше відділення «Ощадбанку», від часів незалежності — салон мобільного зв'язку «Київстар», магазин алкогольних напоїв «Алко» і крамниця «Церковні тканини».
№ 53 — триповерховий житловий будинок (колишня адреса — вул. Городецька, 3а). У міжвоєнний період власниками будинку були Беріш Шьохтер, Юзеф Кюрц та спілка, а також містився продаж рільничих машин Нойберґера, від радянських часів — хлібний магазин, нині — домашній магазин «Еколан», а також магазин вживаного одягу.
№ 55, 55а — триповерхові кам'яниці (колишня адреса — вул. Городецька, 5), збудовані 1894 року за проєктом архітектора Генрика Сальвера як готель «Панський». У міжвоєнний період власниками будинку були Анеля, Стефанія, Анна Баранецькі та спілка. Під № 55 за радянських часів працювали хлібний магазин та майстерня з ремонту годинників, нині — перукарня, ломбард «Партнер» та крамниця «Родинна ковбаска». Будинок під № 55 внесений до реєстру пам'яток архітектури місцевого значення під охоронним № 1585-м.
№ 56 — триповерхова кам'яниця (колишня адреса — вул. Городецька, 20), збудований у кінці XIX століття. У міжвоєнний період власниками будинку були ресторатор Якуб Лаутерштейн та спілка. Будинок внесений до реєстру пам'яток архітектури місцевого значення під охоронним № 1383-м. Нині одне з приміщень першого поверху займає туристична агенція.
№ 57 — двоповерхова кам'яниця (колишня адреса — вул. Городецька, 7). У міжвоєнний період власниками будинку були ресторатор Якуб Доннер і Маркус Доннер, та спілка. За радянських часів на першому поверсі будинку містився приймальний пункт будинку побуту, у 1990—2010-х роках — магазин «Жива риба» та крамниця мобільних телефонів «Мобілочка», нині — магазин алкогольних напоїв «Алко-Світ» та крамниця «Щирецькі ковбаси».
№ 59 — двоповерхова кам'яниця (колишня адреса — вул. Городецька, 9). У міжвоєнний період власниками будинку були Маєр Палант, Гіттла Леа та спілка і на той час тут містився VII комісаріат державної поліції. За радянських часів на першому поверсі будинку містився книжковий магазин, у 1990-2010-х роках — гральні автомати, нині — аптечна крамниця мережі «Сімейна аптека».
№ 61 — триповерхова кам'яниця (колишня адреса — вул. Городецька, 11). У міжвоєнний період власниками будинку були Єнті Вайсс та спілка. Від радянських часів на першому поверсі будинку міститься магазин «Спорттовари» та крамниця «Світоч», а також з кінця 1980-х років тут працювала піцерія «Пронто» (закрита 2017 року). Будинок внесений до реєстру пам'яток архітектури місцевого значення під охоронним № 1384-м.
№ 62 — триповерхова кам'яниця (колишня адреса — вул. Городецька, 26). У міжвоєнний період власниками будинку були Абрам та Єтта Фраенкелі. За радянських часів на першому поверсі будинку містилася їдальня, у 1990-2000-х роках — туристична агенція «Андерс», від 2012 року — клініка лазерних технологій «Медіостар», а також працює магазин «Львівські меблі».
№ 63 — триповерхова кам'яниця (колишня адреса — вул. Городецька, 13) на розі з вулицею Судовою. У міжвоєнний період власниками будинку були Мендель Шарфштайн та спілка. За радянських часів на першому поверсі будинку функціювало відділення з працевлаштування Залізничного району, у 1990-2000-х роках — аптека й мобільний салон «Київстар», нині — магазин вживаного одягу, салон «Леооптика» та крамниця «Галерея льону».
№ 64 — комплекс будівель промислового призначення (колишня адреса — вул. Городецька, 28). У 1919—1922 роках на цій ділянці за проєктом інженера Генрика Заремби споруджено корпуси фабрики сільськогосподарських машин акційного товариства «Гофгерр-Шранц-Клейтон-Шуттлеворт». За радянських часів фабрику перетворено на «Львівський завод автотракторних запчастин». Вхід на територію заводу здійснювався, як з вул. Городоцької, так й з вулиці Одеської. 1994 року підприємству дозволено вивезення продукції до країн СНД без попередньої оплати. У 1995 році завод приватизований та змінилася форма правління — з державного підприємства на ВАТ «Львівавтозапчастина». Підприємство спеціалізувалося на виговленні запчастин до сільгосптехніки, тракторів, автомобілів, автобусів та автонавантажувачів. З початку 2000-х років завод не працює, а його територія хоча й належала тоді ТзДВ «Львівавтозапчастина», але використовувалася різними приватними підприємцями. Так у той час в одному з приміщень колишнього заводу містилася більярдна. 2 серпня 2019 року виконавчим комітетом ЛМР погоджено будівництво багатоквартирного житлового будинку з підземним паркінгом на місці колишнього заводу.
Нині № 64 має також магазин фітопрепаратів «Зелена аптека», хоча візуально аптека розташована на першому поверсі триповерхового будинку № 2 на вул. Одеській, що виходить своїм бічним фасадом на вул. Городоцьку. У наріжнику цього ж будинку міститься ТзОВ «Аптека № 43».
№ 67 — триповерховий житловий будинок (інша адреса — вул. Гоголя, 14; колишні адреси — вул. Городецька, 23, вул. Зигмунтівська, 14) на розі з сучасною вулицею Гоголя. Будинок споруджений у 1913 році за проєктом архітектора Юзефа Пйонтковського у стилі сецесії для власника заводу гіпсово-цементних виробів А. Кампеля, скульптурне оздоблення будинку виконав Зигмунт Курчинський. До початку першої світової війни, на першому поверсі будинку містився торговельний заклад Адольфа Кампеля з продажу гіпсово-цементних виробів, за радянських часів — ательє мод 1-го розряду «Силует». З іншого боку будинку від радянських часів працює мисливський магазин, який до 1990-х років мав назву «Мисливець», у 2000—2010 роках — «Сокіл», нині в приміщенні магазину міститься крамниця «Чарка до свята». Також у 1990-2010-х роках працювали крамниці сантехніки «Дельфін», крамницю касет, CD і DVD «Ля Ля Фа» та міні-маркет «Овен», нині — відділення банку «UnexBank» та магазин мережі «Prostor». Будинок внесений до реєстру пам'яток архітектури місцевого значення під охоронним № 1385-м.
№ 68 — триповерховий житловий будинок (колишня адреса — вул. Городецька, 32) на розі з вулицею Одеською. У міжвоєнний період власниками будинку були Мойзес та Фрида Фабіани. Одне з приміщень на першому поверсі будинку за радянських часів займав комісійний магазин. Нині на першому поверсі розташовані: від вулиці Городоцької — крамниця одягу «Манго», у наріжнику — продуктова крамниця «Маркет24», від вулиці Одеської — кафе-бар «Ексклюзив».
№ 69 — триповерховий колишній житловий будинок (інша адреса — вул. Гоголя, 17; колишні адреси — вул. Городецька, 25, вул. Зигмунтівська, 17, Замкнена, 1) на розі з сучасною вулицею Гоголя. Цей будинок є частиною комплексу з трьох окремих будівель, збудованих Мозесом Йонасом у 1853 році на розі вулиць Зигмунтовської, Городоцької та Замкненої. «Єврейське товариство середніх і початкових шкіл» на пожертви євреїв, вихідців зі Східної Галичини придбало цих три будівлі та об'єднало в один цільний комплекс, де 1917 року розпочалися заняття у приватній гімназії «Єврейського товариства середніх і початкових шкіл». Нині — частина будівлі ліцею № 52 Львівської міської ради. Будинок внесений до Реєстру пам'яток архітектури місцевого значення під охоронним № 1386-м.
№ 70 — триповерховий житловий будинок (колишня адреса — вул. Городецька, 34). У міжвоєнний період власниками будинку були Герман і Хана Карш та Саламея та Міріам Бараненко. На першому поверсі містилася книгарня Давида Сінгера, у подвір'ї будинку розташовувалася синагога товариства «Аґудат Реїм», знищена під час другої світової війни. Нині на першому поверсі будинку містяться відділення «Нової пошти» № 81 та продуктова крамниця.
№ 71 — чотириповерховий житловий будинок (колишня адреса — вул. Городецька, 21) на розі з вул. Замкненою. У міжвоєнний період власниками будинку були Арнольд, Ритка Каннери і спілка. Нині на першому поверсі будинку містяться Навчально-методичний центр цивільного захисту та безпеки життєдіяльності Львівської області та продуктова крамниця.
№ 72 — триповерховий житловий будинок (колишня адреса — вул. Городецька, 36). У міжвоєнний період власниками будинку були Герман і Хана Карш. Від радянських часів міститься хлібний магазин, згодом — продуктова крамниця, а 2019 року у цьому приміщенні відкрився взуттєвий магазин «Progress service». Також на першому поверсі будинку розташовані крамниці «Солодощі» та «Канцтовари».
№ 73 — триповерховий житловий будинок (колишня адреса — вул. Городецька, 23). У міжвоєнний період власниками будинку були Арнольд, Адольф, Ритка Каннери і спілка. Від радянських часів в будинку функціює бібліотека для дітей (нині — бібліотека-філія № 11 ЦБС для дітей) та працює туристична агенція «Хвиля Плюс».
№ 74 — чотириповерховий житловий будинок (колишня адреса — вул. Городецька, 38) на розі з вулицею Марка Вовчка. За радянських часів були продовольчий магазин «Першотравневий» та «Варенична», тепер це, відповідно, магазин «Родинна ковбаска» й «Бістро».
№ 76 — п'ятиповерховий житловий будинок збудований у 1950-х роках в стилі сталінського ампіру. Архітектори Людмила Нівіна, Л. Тимченко та Павло Конт. За радянських часів містився фірмовий магазин телевізійного заводу «Електрон», з 2005 року — крамниця спортивного одягу «Адідас», а з 2013 року — супермаркет торгової мережі «Рукавичка».
№ 78 — чотириповерховий житловий будинок на розі з вул. Сембратовичів (колишні адреси — вул. Каштеляньска, 2, Грудецька, 34, вул. Городецька, 42), збудований разом з будинками на нинішній вул. Сембратовичів, 4, 6 у 1910—1911 роках за проєктами архітекторів Ігнатія Віняжа та Генрика Сальвера у стилі пізньої орнаментальної сецесії, як чиншові (прибуткові) будинки родини Сассоверів. Від 1913 року належав Ользі Прухнік з Дорнгельмів, у 1935 році власником будинку був Ізраель Ерліх, у 1939 році — Пейсах Тенненбаум. Нині на першому поверсі будинку містяться відділення мережі медичних лабораторій «Діла» (в наріжнику) та магазин мережі «Beer Market».
№ 82 — чотириповерховий житловий будинок (колишня адреса — вул. Городецька, 46). У міжвоєнний період власниками будинку були Давид Лейстер та спілка. В будинку за радянських часів містився магазин «Скло, кераміка, фарфор», у 2000—2010-х роках — крамниця побутової техніки «Термокомфорт», нині — аптечна крамниця мережі «Знахар» та відділення АТ «Кредобанк».
№ 83 — Львівський державний цирк, збудований 1968 року за проєктом архітекторів Адольфа Бахматова та Михайла Каневського. З лівого боку до будівлі цирку прибудований готель «Арена». Поряд з ним під схилом Святоюрської гори розташовано сквер. 20 листопада 2016 року у сквері відбулося відкриття пам'ятника Богдану-Ігорю Антоничу. Пам'ятник виконаний за проєктом скульптора Володимира Одрехівського та архітекторів Дениса Белюха, Олександри Лібич і Олександра Матушкова.
№ 84 — триповерховий житловий будинок (колишня адреса — вул. Городецька, 48). У міжвоєнний період власниками будинку були Леон та Хельга Альтер. В будинку за радянських часів містився фотосалон, від радянських часів тут працює перукарня, також у цьому будинку міститься магазин автозапчастин.
№ 85 — п'ятиповерховий наріжний житловий будинок, збудований у стилі сталінського класицизму на початку 1950-х років за проєктом Павла Конта і Людмили Нівіної. Від часів СРСР тут розташований гуртожиток Інституту новітніх технологій та управління (колишній технікум радіоелектроніки), за радянських часів тут була також їдальня технікуму, тепер у цій будівлі містяться аптека, ресторан «Еліта», в подвір'ї — ресторан «Літній майданчик».
№ 86 — триповерховий житловий будинок (колишня адреса — вул. Городецька, 50) на розі з вулицею Головацького. У міжвоєнний період власниками будинку були Леа Кюль та спілка. В будинку за радянських часів працював магазин «Галантерея», тепер тут ювелірна крамниця «Золото і срібло».
№ 87, 89 — триповерховий та двоповерховий житлові будинки (колишня адреса — вул. Городецька, 45, 45а), зведені у 1905—1906 роках за проєктом Наполеона Лущкевича. У міжвоєнний період власниками будинку під № 45 були Леон та Фельга Квеллери, а під № 45а — Герман Антман і спілка. Нині на першому поверсі будинку № 87 містяться відділення поштового зв'язку № 16 АТ «Укрпошта» та пекарня «Lviv Croissants», а на першому поверсі будинку № 89 у 2010-х роках містився меблевий салон «Всесвіт дизайну».
№ 90 — чотириповерховий житловий будинок (колишня адреса — вул. Городецька, 54). У міжвоєнний період власниками будинку були Якуб Агід, доктор Адольф та спілка. В будинку за радянських часів містився магазин «Молоко», нині — крамниця продуктів «Люкс-М».
№ 95 — в приміщенні цього житлового будинку у міжвоєнний період розташовувалася 4-класна хлоп'яча Народна школа імені Б. Грінченка та чоловіча фахова доповнююча школа, яка була заснована 1910 року та належала до системи шкіл «Рідної школи». 30 жовтня 1921 року у приміщенні школи відбулася 1-ша крайова конференція Комуністичної партії Східної Галичини, що тоді нелегально діяла в Галичині. Місце проведення заходу було викрите поліцією, а його учасників заарештовано. З 22 листопада 1922 року по 11 січня 1923 року у Львівському окружному суді тривав процес над учасниками конференції, відомий під назвою «Святоюрський процес». За радянських часів на фасаді будинку була встановлена меморіальна таблиця, яка сповіщала про це. По сусідству працювала гарбарня «Хром» та крамниця «Пласт», котра за радянських часів перетворилася на типовий для радянської дійсності магазин під прозаїчною назвою «Продукти», нині тут міститься крамниця будівельних матеріалів «Сучасна оселя».
№ 96 — чотириповерховий житловий будинок (колишня адреса — вул. Городецька, 60) на розі з вулицею Хотинською. У міжвоєнний період власниками будинку були Францішек та Ольга Закрейси. Від радянських часів весь перший поверх будинку займав популярний у цьому районі гастроном «Львів». За часів незалежності тут містилося відділення банку «Фінанси та Кредит». Після ліквідації банку та проведення реконструкції приміщень колишньої фінустанови, тут 2017 року відкрився один з магазинів кондитерської фабрики «Рошен».
№ 100 — триповерховий житловий будинок (колишня адреса — вул. Городецька, 64). У міжвоєнний період власниками будинку були Казимир Леон Кнопль та спілка. В будинку за радянських часів містився промтоварний магазин Львівської залізниці й ремонт годинників, який працює донині. Крім того, за часів незалежності тут відкрили кафе «Салі».

### №101—150
№ 102 — триповерховий житловий будинок (колишня адреса — вул. Городецька, 66). У міжвоєнний період власником будинку був Францішек Закрейс. В будинку за радянських часів містився магазин «Взуття» та ювелірна крамниця «Рубін», у 2000-х роках працювали магазин фототоварів і годинників та крамниця засобів зв'язку «Титан», нині — «Аптека низьких цін» та продуктова крамниця мережі «Близенько».
№ 104 — триповерховий житловий будинок (колишня адреса — вул. Городецька, 68). У міжвоєнний період власниками будинку були Бенціон та Зофья Бауми, а на першому поверсі містилася крамниця Польської обувної спілки відомої, як на той час, у низці країн Західної Европи, Індії, Сингапурі — фабрики взуття «Бата» (заснована чехом Томашем Батою 1894 року у місті Зліні). За радянських часів в будинку містилися магазин спорттоварів, продовольча крамниця та кафе-морозиво, яке згодом перетворили на кафе-бар «Магнолія». Нині в будинку містяться магазин торговельної мережі «Електромайстер» та відділення Першого українського міжнародного банку.
№ 106 — триповерховий житловий будинок (колишня адреса — вул. Городецька, 70) на розі з вулицею Стародубською. У міжвоєнний період власниками будинку були Густав і Естера Барони та спілка. В будинку за радянських часів містився галантерейний магазин Львівської залізниці, тепер тут містяться страхова агенція «Гарант», магазин «Культтовари» та салон мобільного зв'язку «Алло».
Триповерховий житловий будинок (колишня адреса — вул. Городецька, 72) на розі з вулицею Стародубською. У міжвоєнний період власниками будинку були Фредерик Дюрст. На першому поверсі будинку за радянських часів містився магазин «Тканини», за часів незалежності — салон гральних автоматів, закритий наприкінці 2010-х років. Нині будинок має адресу: вулиця Стародубська, 1.
№ 110 — триповерховий житловий будинок (колишня адреса — вул. Городецька, 74). У міжвоєнний період власниками будинку були Мар'ян, Владислав і Збігнев Тафи та спілка. На першому поверсі будинку за радянських часів містився магазин «Риба», тепер тут крамниця насіння «Зелений світ».
№ 112 — територія колишнього Чернівецького двірця спорудженого на кошти Львівсько-Чернівецької залізниці для обслуговування лінії Львів — Чернівці, і відкритого 1 вересня 1866 року. Вокзал був виконаний у стилі історизму із застосуванням, так званого, стилю круглої арки за проєктом Людвіка Вежбицького. Для фігурної кладки використовували двобарвну нетиньковану цеглу. Двірець успішно пережив першу світову війну, але у 1919 році, на вокзалі стався вибух амуніції і невдовзі будівлю двірця було розібрано. 1996 року на цьому місці споруджений комплекс будівель приміського залізничного вокзалу.
№ 115 — триповерховий житловий будинок (колишня адреса — вул. Городецька, 67) на розі з вулицею Меретина. У міжвоєнний період власником будинку був Мойзес Радь та спілка. На першому поверсі будинку за радянських часів містилася комісійна крамниця, нині тут міститься продуктова крамниця та магазин зброї «Арсенал-Л».
№ 117 — чотириповерховий житловий будинок (колишня адреса — вул. Городецька, 69), споруджений 1911 року у змішаному неоромансько-неомавританському стилі за проєктом Генрика Орлеана та Едварда Скавінського, скульптурне оздоблення виконане Зигмунтом Курчинським. У міжвоєнний період власником будинку була Михаліна Яхніцька. На першому поверсі будинку за радянських часів містився трикотажний магазин «Панчохи», за часів незалежності — крамниці «Продукти», «Тканини» та «Львівський тютюн», нині приміщення магазину «Тканини» займає крамниця «Свіже м'ясо» (ТМ «Панська»). Будинок внесений до реєстру пам'яток архітектури місцевого значення під охоронним № 1387-м.
№ 121 — двоповерховий житловий будинок (колишня адреса — вул. Городецька, 71а). У міжвоєнний період власником будинку була Зоф'я Шорр, а на першому поверсі будинку містилася хлібопекарня. За радянських часів працював хлібний магазин, за часів незалежності — магазин ТД «Еколан», що закрився 2013 року і відтоді це приміщення стоїть пусткою.
№ 123 — двоповерховий житловий будинок (колишня адреса — вул. Городецька, 73). У міжвоєнний період власниками будинку була Розалія Борковська та спілка. За радянських часів на першому поверсі будинку працював магазин «Парфумерія», нині — крамниця косметики й парфумерії «Вікторія», також працюють магазини «Продукти», «Світ техніки», «М'ясо-ковбаси» та аптека «DS».
№ 125 — триповерховий житловий будинок (колишня адреса — вул. Городецька, 75). У міжвоєнний період власниками будинку була Маріам Таданьє. Від радянських часів на першому поверсі будинку працює відділення «Ощадбанку», також тут працює магазин «Побутові товари».
№ 126 — триповерховий будинок (колишня адреса — вул. Городецька, 90). У міжвоєнний період будинок належав ґміні міста Львова. По війні в будинку розмістився 7-й відділ міліції м. Львова, сформований 28 липня 1944 року. Від 1 липня 1958 року — Залізничний районний відділ міліції, від 1 січня 1969 року — Залізничний районний відділ міліції перейменований згодом у Залізничний районний відділ внутрішніх справ міста Львова, а від 15 жовтня 1994 року — Залізничний районний відділ Львівського міського управління УМВС України у Львівській області. Крім райвідділу в будинку містилися міськвідділ ДАІ та паспортний стіл. У 2015—2018 роках тут містився Залізничний відділ поліції ГУНПУ у Львівській області, від 2018 року — батальйон патрульної служби поліції особливого призначення «Львів» та відділ з питань шукачів захисту та соціальної інтеграції ДМС України у Львівській області.
№ 132 — комплекс будівель колишнього Акційного товариства рафінерії спирту (колишня адреса — вул. Богданівка, 6, 8, 10, 12), збудований у 1922—1924 роках за проєктом Альфреда Захаревича і Юзефа Сосновського. Стилістично будівлі належать до пізнього модерну з елементами раннього функціоналізму. Від радянських часів — АТЗТ «Львівський жиркомбінат».
№ 133 — триповерховий житловий будинок (колишня адреса — вул. Городецька, 83). За радянських часів на першому поверсі будинку працював фотосалон, нині — магазини «Євро техніка» та «Взуття».
№ 135 — триповерховий житловий будинок (колишня адреса — вул. Городецька, 85). За радянських часів на першому поверсі будинку працював магазин готового жіночого одягу, нині — крамниця одягу та крамниця косметики «Watsons».
№ 136 — одноповерховий житловий будинок (колишня адреса — вул. Богданівка, 16), збудований у 1950-х роках як дитячий садок.
№ 137 — триповерховий житловий будинок (колишня адреса — вул. Городецька, 87). За радянських часів на першому поверсі будинку містилося районне відділення з працевлаштування Радянського району, нині — крамниця мережі «М'ясокомбінат М'ясний» та салон мобільного зв'язку «Lifecell».
№ 139 — триповерховий житловий будинок (колишня адреса — вул. Городецька, 89) на розі з вулицею Тобілевича (непарний бік). Від радянських часів на першому поверсі будинку працює бібліотека для дорослих, нині — бібліотека-філія № 6 імені Олега Ольжича ЦБС для дорослих м. Львова, також тут працюють крамниця «Взуття», відділення «ПриватБанку» та центр обслуговування абонентів компанії «Київстар» — за радянських часів обидва приміщення займав магазин «Меблі».
№ 141 — триповерховий житловий будинок (колишня адреса — вул. Городецька, 91) на розі з вулицею Тобілевича (парний бік). За радянських часів був магазин готового чоловічого одягу та магазин «Промтовари», нині — піцерія «Челентано», крамниці «Мобільні фішки» та «Галантерейка».
№ 143 — триповерховий житловий будинок (колишня адреса — вул. Городецька, 93). Нині на першому поверсі містяться аптека «Мед-сервіс» та магазин «Взуття».
№ 146 — одноповерховий та № 150 — двоповерховий житлові будинки барачного типу збудовані у 1950-х роках.

### №151—200
№ 151 — триповерховий житловий будинок (колишня адреса — вул. Городецька, 101) на розі з вулицею Горської. За радянських часів в будинку працювала майстерня монтажного управління, в наріжнику — відділення поштового зв'язку № 18, а від нинішньої вулиці Горської розташовувалися переговорний пункт та телеграф. Відділення поштового зв'язку № 18 працює донині, у приміщеннях колишніх телеграфу та переговорного пункту — магазин дешевого одягу і взуття «КонфіСклад» та ломбард «Партнер». Також в будинку міститься відділення «Ідея Банку».
№ 153, 155 — Привокзальний ринок, збудований у повоєнні роки частково на ділянці колишнього Городоцького цвинтаря, на зламі XX та XXI століть територію ринку розбудували. Так під № 155 наприкінці 2000-х років з'явився ТЦ «Привокзальний».
№ 161 — будинок (колишні адреси — вул. Городецька, 119), де за радянських часів містився збірний пункт працевлаштування населення. Будинок розібраний і на його місці збудований житловий будинок, на першому поверсі якого нині міститься ветеринарна аптека.
№ 165, 167, 169, 171, 173 — комплекс зблокованих чотириповерхових житлових будинків (колишні адреси — вул. Городецька, 125, 127, 129, 131, 133) у неоготичному стилі, зведений у 1909—1912 роках для працівників львівської залізниці за типовими зразками німецьких будинків для робітників. На першому поверсі житлового будинку № 171 у 1990-х роках обладнали один з перших у Львові магазинів музичних інструментів «Ямаха», пізніше — гральні автомати, нині — кафе «Пан Коцький».
На розі вул. Городоцької та нині не існуючої площі Фабричної (частина нинішньої вулиці Фабричної) 1901 року за проєктом архітектора Яна Ерделі у стилі неокласицизму збудована синагога «Огель єшарім». Знищена під час німецької окупації Львова у серпні 1941 року.
№ 166 — комплекс будівель відокремленого підрозділу «Львівська дістанція колії» ДТГО «Львівська залізниця» ПЧ-1.
№ 168 — тут 1908 року була відкрита найбільша у Львові хлібопекарня «Меркурій», від 1939 року — Львівський хлібозавод № 1. У 1960—1980-х роках мав назву Українське виробниче об'єднання підприємств макаронної промисловості («Укрмакаронпром») Міністерства харчової промисловості УРСР. Нині — «Львівський хлібзавод № 1» ПрАТ «Концерн Хлібпром».
№ 172 — триповерхова офісна будівля, збудована у 1960-х роках. Від радянських часів тут міститься меблева фабрика «Карпати», а також Залізничний відділ обслуговування громадян у місті Львові (сервісний центр) управління обслуговування громадян Головного управління Пенсійного фонду України у Львівській області.
№ 174 — комплекс з адміністративних та виробничих будівель колишнього Львівського мотозаводу. За Польщі тут працював завод «Метал» (пол. Lwowski zakład Metal), що спеціалізувався на виробництві металовиробів простої сільгосптехніки, возів, автопричепів, на базі якого наприкінці 1940-х років був заснований Львівський велосипедний завод. У 1969—1970 роках, підприємство отримало нову назву — «Львівський мотозавод». Завод припинив своє існування на початку 2000-х років. Нині колишні приміщення львівського мотозаводу займають офіси, магазини низки приватних компаній.
№ 179 — торговий центр «Скриня», збудований 2006 року на місці одного з виробничих корпусів збанкрутілого львівського заводу телеграфної апаратури.
№ 185 — комплекс будівель трамвайного депо № 1 (колишня адреса — вул. Грудецька, 149, вул. Городецька, 167), збудований на початку 1930-х років. В одному з кунгів зберігся найстаріший пасажирський трамвай Sanok SN1, виготовлений ще 1912 року, а також відновлений екскурсійний трамвай Gotha T59E 1960 року виготовлення, трамвай Tatra KT4D («Кобра») 1986 року виготовлення.
№ 186 — будівля Львівського відокремленого підрозділу державної установи «Лабораторний центр на залізничному транспорті Міністерства охорони здоров'я України», що займається дослідженнями для проведення державної санітарно-епідеміологічної експертизи продовольчої сировини і харчових продуктів, умов праці на робочих місцях підприємств з виявом шкідливого впливу фізичних факторів: шуму, вібрації, ультрафіолетового випромінювання, інфразвуку, освітленості робочих місць, яскравість моніторів, напруженості електромагнітного та електростатичного полів, параметрів мікроклімату, тощо.
№ 187 — чотириповерховий житловий будинок на розі з вулицею Любінською, збудований у 1950-х роках. Від радянських часів на першому поверсі будинку працює магазин «Продукти» та кафе-бар, у наш час додалися ще магазин посуду «Богема» та крамниця «Родинна ковбаска».
№ 191, 193, 195, 195а — комплекс будівель (три навчальних корпуси та гуртожиток) колишнього професійно-технічного училища № 28 міста Львова, споруджений на початку 1970-х років. Від 2004 року — навчальний корпус № 2 Міжрегіонального центру професійно-технічної освіти художнього моделювання та дизайну міста Львова.

### №201—371
№ 205, 207 — колишня фабрика сільськогосподарських машин Пйотровича та Шумана (колишня адреса — вул. Богданівка, 37, 39; вул. Городоцька, 199) на базі площ якої, а також шляхом додаткового будівництва цехів та споруд у 1945—1946 роках було введено в експлуатацію завод сільськогосподарського машинобудування «Львівсільмаш», який почав виготовляти машини і апарати для боротьби зі шкідниками сільськогосподарських культур та рослин.
№ 209 — чотириповерховий житловий будинок, збудований у 1955 році, поруч з тоді ще діючою церквою Святого апостола Андрія і святого Володимира (збудована — 1918 року, зруйнована — 1961 року).
№ 210, 218, 218а, 287, 289 — житлові будинки, збудовані у 1960-х роках для працівників Львівської залізниці, передані у власність територіальної громади міста Львова 26 вересня 2002 року.
№ 216 — п'ятиповерховий житловий будинок, розрахований на 95 квартир, збудований як відомчий гуртожиток державного підприємства «Львівський завод збірних конструкцій» Міністерства оборони України. 15 лютого 2019 року колишній гуртожиток рішенням виконавчого комітету Львівської міської ради прийнятий у власність територіальної громади міста Львова.
№ 225 — будинок культури об'єднання «Львівхімсільгоспмаш», збудований на початку 1950-х років за типовим проєктом «сталінської» архітектури, характерної для повоєнного періоду. 24 вересня 1959 року відбулося урочисте відкриття палацу культури та надання імені 20-ліття Возз'єднання.
№ 226а — житловий комплекс комфорт класу «Resident Hall» з одного чотирисекційного багатоповерхового (11, 15-16 поверхів) будинку, збудованого у 2019—2022 роках. У багатофункціональному комплексі передбачені торгові, офісні, готельні, житлові приміщеннями, а також гостьовий паркінг на 147 паркомісць.
№ 226б — офіс компанії «Київстар» у Львові.
№ 229 — житловий п'ятиповерховий цегляний будинок, збудований у 1965 році будівельним управлінням № 51 тресту «Львівжитлобуд» за проєктом львівської філії «Діпромісто». Про це інформує табличка, що встановлена на фасаді будинку.
№ 243 — житловий п'ятиповерховий панельний будинок, збудований у 1960-х роках. Цю ж адресу має ресторан «Балканський дворик», що розташований біля автомобільного шляхопроводу при вул. Городоцькій.
№ 275 — триповерховий, колишній житловий будинок, в якому після реконструкції у 2009 році відкрилася піцерія-кафе «Frizzante». В ніші на рівні другого поверху будинку від вул. Городоцької вміщено фіґуру Богородиці.
№ 276, 278, 280 — комплекс триповерхових будинків, зведених 1928 року на замовлення фонду військового квартирування для персоналу Скнилівського летовища. Будинки за проєктами архітекторів Тадея Обмінського та Владислава Лімберґера споруджували фірми Петра Тарнавецького та Юзефа Закшевського.
№ 277 — двоповерховий житловий будинок, збудований у 1927 році в австрійському стилі. До 1970-х років гуртожиток для робітників заводу «Львівсільмаш», пізніше — житловий будинок. Від початку 2000-х років перебуває у приватній власності. У 2009 році проведено капітальний ремонт будинку. В ніші на рівні другого поверху будинку від вул. Городоцької вміщено фіґуру Богородиці, а на фасаді напис: «1927—2009».
№ 285 — двоповерховий будинок (колишня адреса — вул. Городецька, 295) збудований у 1930-х роках як Народний львівської дільниці Сигнівка. У 1946—1949 роках тут діяв кінотеатр «Метал» на 150 глядацьких місць. Пізніше, у 1949 році, перейменований на честь радянського комбрига-льотчика Валерія Чкалова, а 1953 року число глядацьких місць збільшилося до двохсот. У 1990 році глядацький зал збільшився до 220 місць. Згодом кінотеатр імені В. Чкалова було перейменовано на «Арлекіно». На початку 2000-х років кінотеатр припинив своє існування, натомість у цьому приміщенні відкрився паб «Арле-Кіно», пізніше його змінив інший клуб-паб «Rock Garage». Нині приміщення колишнього кінотеатру стоїть пусткою. Цю ж саму адресу має й бібліотека-філії № 17 ЦБС для дорослих. На початку 2016 року будинок передано на баланс ЦБС для дорослих міста Львова. Тепер на базі бібліотеки та колишнього кінотеатру «Арлекіно» планується створення громадського центру розвитку. Згідно з проєктом, приміщення відремонтують та трансформують у сучасну бібліотеку нового типу — ще один громадський простір, який буде доступним та зручним для маломобільних людей.
№ 299 — триповерхова будівля цегляна, збудована за радянських часів, де від початку на першому поверсі містився магазин промислових товарів, а на другому та третьому — ательє мод «Силует». Пізніше магазин «Продукти», кав'ярня та ремонт взуття. Від середини 2000-х років приміщення першого поверху займав магазин «Меблі», а на другому поверсі містилася сьома Львівська державна нотаріальна контора. На початку 2010-х років будівлю викупило львівське міське управління юстиції, де після ремонту відкрився Залізничний відділ державної виконавчої служби львівського міського управління юстиції.

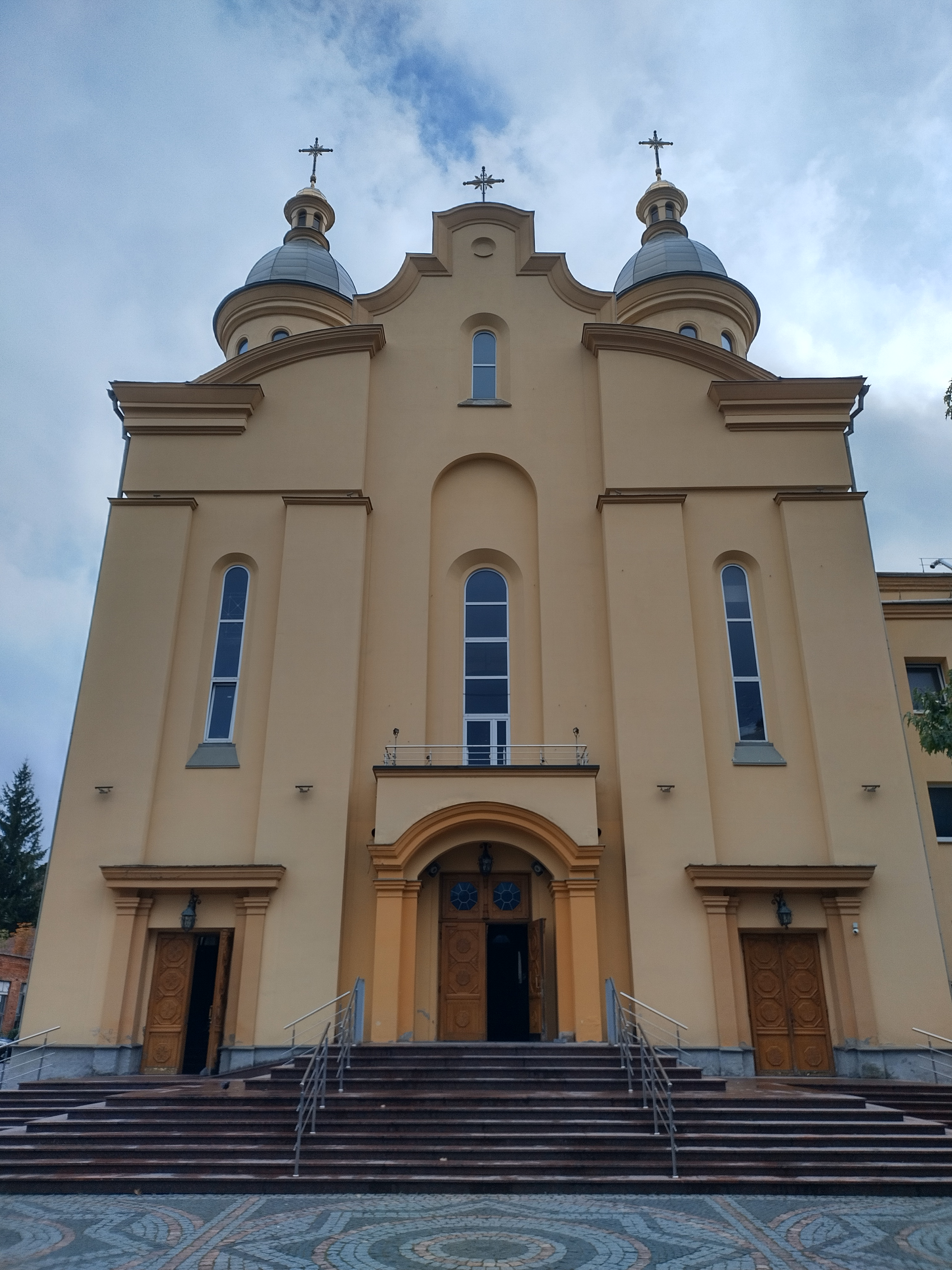
Храм Воскресіння Господа Нашого Ісуса Христа

№ 319а — храм Христового Воскресіння, збудований у 1936—1939 роках за проєктом польського архітектора Вавжинця Дайчака, як костел Святих Петра і Павла. Через вибух другої світової війни будова не була завершена. І лише 18 квітня 1994 року була відправлена урочисто перша Свята Літургія, а сама святиня стала називатися Храмом Христового Воскресіння. 1 серпня 2019 року при храмі Христового Воскресіння відкрився новий дитячий садок «Добрий старт». Ідейниками та засновниками садочку є о. Сергій Швагла та його дружина Наталія. Приміщення для ремонту вони отримали 8 липня і за три тижні його офіційно відкрили. Директоркою дошкільного закладу є Олена Ільницька.
№ 321 — триповерховий будинок, де за радянських часів містилося Державне підприємство сервісно-виробничий техно-торговельний центр комерційний «ЛОРТА-сервіс». Ухвалою № 1400 сесії ЛМР від 18.12.2007 року земельна ділянка площею 0,3236 га на вул. Городоцькій, 321, вилучена з користування ДП ЦСВКТТЦ «Лорта-сервіс» та зарахувана до земель міста і передана ФОП Дюкарєву Ю. М. в оренду терміном на 10 років для обслуговування будівлі (магазин-салон «Меблі ДЮК»). Хоча у цьому приміщенні магазин міститься від 1995 року, а також львівська ветаптека ВАТ «Укрзооветпромпостач». Власник салону меблів Дюкарєв Ю. М. отримав містобудівні умови та обмеження для проєктування об'єкта будівництва на будівництво семиповерхового офісного комплексу комерційно-ділової діяльності, затверджені рішенням виконавчого комітету ЛМР від 14 грудня 2017 року. Наприкінці грудня 2017 року розпочато будівельні роботи, які станом на третю декаду серпня 2018 року вже закінчено. Проводиться улаштування навколишньої території поблизу нового офісного центру. Цю ж адресу має одноповерхова будівля колишнього диспетчерського пункту ЛМКП «Львівелектротранс», що використовувався також як місце відпочинку водіїв електротранспорту, в одному з приміщень якого на початку 2000-х років містився пункт обміну валют, а нині уся будівля стоїть пусткою.
№ 321а — я'ятиповерхова споруда радянських часів, колись належала ЛДЗ «ЛОРТА», а нині стоїть пусткою. 3 серпня 2018 року виконавчий комітет ЛМР ухвалив рішення про затвердження містобудівних умов та обмежень для проєктування об'єкта будівництва на реконструкцію з розширенням Музикою І. І. нежитлової будівлі на вул. Городоцькій, 321а за рахунок надбудови під офіс з торговельно-виставковими приміщеннями.
За Скнилівським мостом по обидва боки від вул. Городоцької розташована колишня промзона «Сигнівка». Нині в межах промзони розташовано багато офісно-складських приміщень різних підприємств, організацій, гуртівні, супермаркети, зокрема, під № 300 — ТЦ «Метро», під № 302 — ГМ «Епіцентр».
№ 359 — гуртові склади. Поряд з будинком у 2016 році облаштована автостанція «Західна». На місці нинішньої автостанції «Західна» планують збудувати нову будівлю автовокзалу. Це буде багатофункційний комплекс з автостанцією. У будівлі розташують сервіси, такі як заклад торгівлі, невеличкий готель, офісні приміщення, зали очікування.

## Транспорт
Вулиця має виняткове значення у транспортному сполученні міста: вулицею рухаються трамваї, тролейбуси, міські та приміські автобуси та маршрутні таксі.

### Трамвай
Вже у 1895 році, коли у місті було запроваджено електричні трамваї, перший маршрут проліг через вулицю Городоцьку на ділянці від вулиці Чернівецької до початку Городоцької. Від 1925 року трамвайну лінію продовжено до Городоцької рогатки, а 1930 року при Городоцькій рогатці з'явилося трамвайне депо, яке розташовано там досі, трамвайну колію продовжено до Богданівки. Втім, до 1969 року трамвайну колію на Богданівку було демонтовано. 2012 року після ремонту ділянки відновлено регулярний рух трамваїв до трамвайного депо на вулиці Городоцькій.

### Тролейбус
1952 року, коли у Львові було запроваджено рух тролейбусів, у трамвайному депо на Городоцькій було розташовано також й тролейбусне депо. Вже у 1955 році тролейбусна лінія з'єднала вулицю Чернівецьку із зупинкою «Льотне поле», що біля колишнього магазину «Мотор». У 1960 році її було продовжено до станції Скнилів. 1972 року тролейбусна лінія пролягла від Городоцької на Ряшівську. У 1989 році тролейбусна лінія була прокладена від вулиці Городоцької на Левандівку. Станом на грудень 2017 року вулицею Городоцькою на ділянці від пл. Кропивницького до станції Скнилів курсує тролейбус № 7 і на ділянці від площі Кропивницького до вул. Сяйво — тролейбус № 12. На перетині вулиці Городоцької з Ряшівською є розворотне кільце тролейбусних маршрутів № 3 та № 10, поряд, на вул. Ряшівській, розташована кінцева зупинка цих тролейбусних маршрутів.
Від 1 липня 2019 року змінилася нумерація тролейбусних маршрутів у Львові. Згідно цих змін, колишній тролейбусний маршрут № 7 став № 27, а № 12 став № 32 відповідно.

### Міські та міжміські автобуси
За новою транспортною схемою, яка була запроваджена у Львові у 2012 році, вся вулиця Городоцька має ключове значення у транспортному русі міста, зокрема у русі маршрутних таксі — їх маршрути пролягають по всій довжині вулиці Городоцької.
Окрім того вулиця має велике значення для приміського автобусного сполучення. З автостанції «Західна» курсують автобуси приміського сполучення Городоцького, Мостиського, Самбірського, Старосамбірського та Турківського напрямків.

## Інші зміни
У 1990-х роках на Городоцькій збудовано три підземні переходи: на розі з вул. Виговського, біля мотозаводу; поблизу деревообробного комбінату та на розі з вул. Патона, перед Скнилівським мостом.
У 2006 році відкрито рух обвідною дорогою від супермаркету «Скриня» до початку вулиць Кульпарківської та Любінської. Нині цією дорогою курсує весь транспорт в напрямку від центру.
2016 року проведено реконструкцію шляхопроводу по вул. Городоцькій, 166. Було розширено проїзну частину дороги до 4-х смуг на вул. Городоцькій — на ділянці від хлібзаводу до повороту на Левандівський міст.

## Відомі мешканці
- Жовтий Дмитро В'ячеславович — український військовик, солдат Збройних сил України, розвідник (24-й батальйон територіальної оборони «Айдар»). Учасник Революції Гідності. учасник російсько-української війни.